# Лекко (футбольний клуб)
«Лекко 1902» (італ. Calcio Lecco 1912) — професійний італійський футбольний клуб з міста Лекко. Виступає в Серії D Італії. Домашні матчі проводить на стадіоні «Рігамонті-Кепп», який вміщує 4 977 глядачі.

## Історія
Клуб «Лекко 1902» створений у місті Лекко 22 грудня 1912 року.
«Лекко 1902» виступав три сезони (1960-1962, 1966-1967) у Серії А та 10 сезонів (1956-1960, 1962-1966, 1967-1968, 1972-1973) у Серії B.
Влітку 2016 року клуб зіткнувся зі значними фінансовими труднощами при реєстрації, не зміг заявитися у Лега Про. У липні клуб заявився в Серію D.
5 грудня 2016 року клуб був визнаний банкрутом. Було призначено керуючого клубом Маріо Мотта, для того, щоб «Лекко 1902» завершив сезон.
9 червня 2017 року «Лекко 1902» придбав підприємець з Бріанца Паоло Ді Нунно.

## Досягнення
Серія C
- Переможці (1): 1971/72

Серія D
- Переможці (1): 1949/50

Еччеленца
- Переможці (1): 2002-03

Еччеленца Ломбардії
- Переможці (1): 2003

Кубок Італії напів-професіонали
- Переможці (1): 1976-77

Англо-італійський кубок
- Переможці (1): 1977

## Відомі гравці
- / Етторе Пурічеллі
- / Антоніо Анджелілло
- Іштван Ньєрш
- Сауль Малатразі
- Чезаре Наталі
- Массімо Оддо
- Сімоне Пепе
- Антоніо Пасінато
- Лучано Альф'єрі
- Італо Гальбьяті
- / Гвідо Кортеджано
- Серджо Клерічі
- Джильберто Нолетті
- Маріо Рігамонті
- Марко Сау
- Александер Седерлунн
- Еудженіо Фашетті

## Відомі тренери
- Гвідо Ара (1947—1948)
- Бруно Джордано (2000—2001)
- Роберто Донадоні (2001—2002)
- Леопольдо Конті (1934—1935, 1936—1937)
- Еральдо Мондзельйо
- Баттіста Рота (1993–1994, 1995)